# سرغي سوبيانين
سرغي سوبيانين (الروسية: Серге́й Семёнович Собя́нин) هو عمدة مدينة موسكو الثالث منذ 21 أكتوبر عام 2010.

## تاريخ حياته

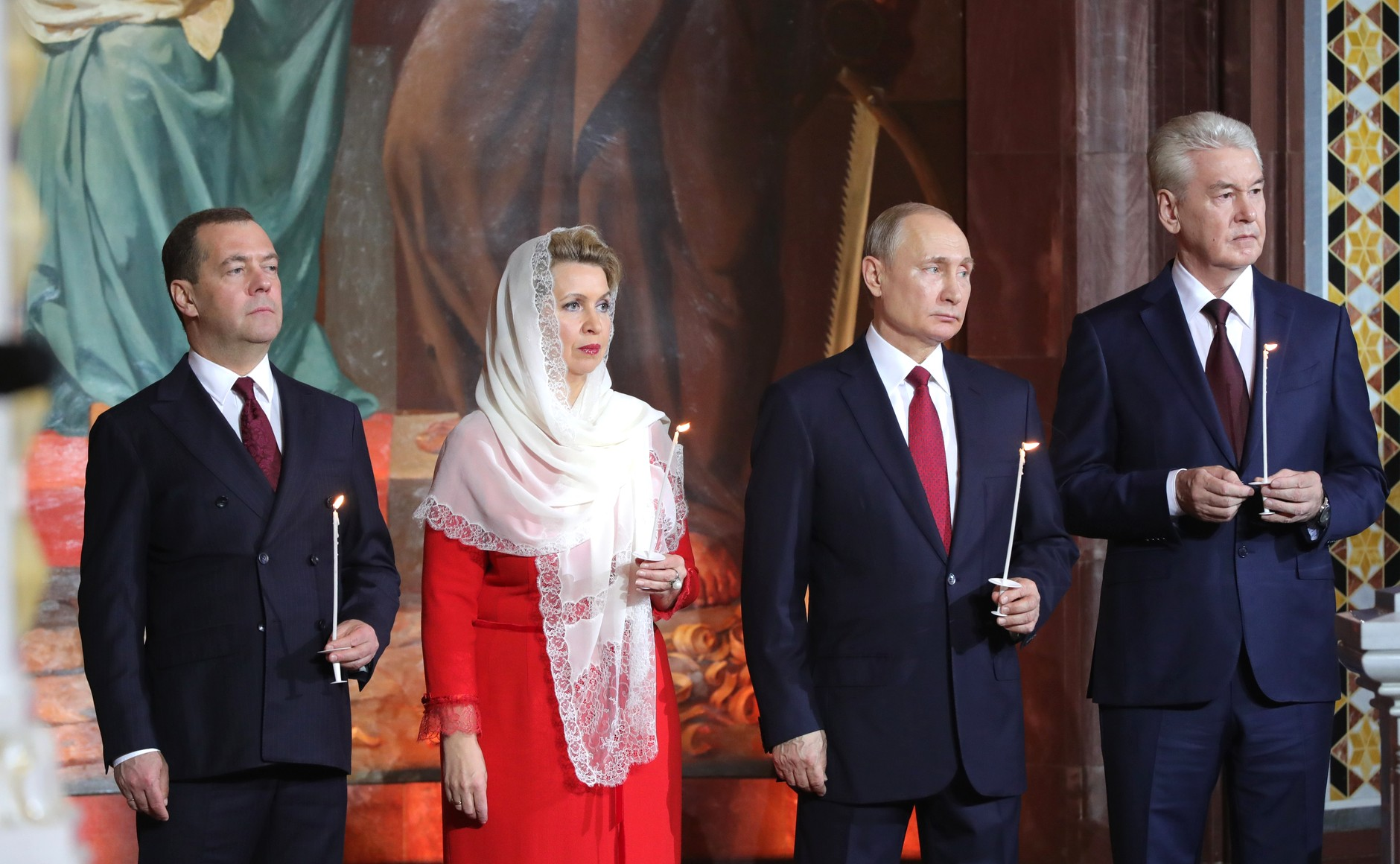
دميتري ميدفيديف وسفيتلانا ميدفيديفا في عام 2019، دميتري ميدفيديف وفلاديمير بوتن في عام 2019، قداس عيد الفصح في كاتدرائية المسيح المخلص في موسكو، روسيا، 2019-04-28، سيرجي سوبيانين في عام 2019، فلاديمير بوتن مع سيرجي سوبيانين

ولد في 21 يونيو عام 1958 في قرية نياكسيمفول
في دائرة خانتي مانسي ذات الحكم الذاتي، وتخرج من معهد تكنولوجي في مدينة كوستروما الروسية، وعمل خراطا وهو طالب في المعهد. ثم عمل مهندسا في مصنع دلفنة الانابيب في مدينة تشيليابينسك باقليم الاورال الجنوبي. وكان في اعوام 1982 – 1984 ناشطا في منظمة الشبيبة الشيوعية، ثم انتقل إلى العمل الإداري ليحتل شتى المناصب الإدارية مثل نائب رئيس مجلس السوفيت في بلدة كوغاليم والمسؤول في مصلحة مرافق المدينة والموظف في اللجنة التنفيذية لمجلس السوفيت بالمدينة والمفتش في لجنة الرقابة المالية.
في عام 1989 حصل على شهادة الحقوقي التي مكنته في سنة 1991 من احتلال منصب رئيس بلدية كوغاليم. وتم تعيينه عام 1993 نائبا لرئيس إدارة دائرة خانتي مانسي ذات الحكم الذاتي. وتم انتخابه عام 1994 نائبا في مجلس الدوما بالدائرة حيث ترأس برلمانها. فأعيد انتخابه في برلمان الدائرة عام 1996 حين أصبح في الوقت نفسه عضوا في مجلس الاتحاد الروسي ورئيسا للجنة التشريع والقانون الدستوري فيه.
في 14 يناير/كانون الثاني تم تعيينه ممثلا معتمدا لرئيس روسيا الاتحادية في دائرة الاورال الفيدرالية. وتم انتخابه محافظا لمقاطعة تيومين في 14 يناير/كانون الثاني عام 2001.
بعد تبني النظام الجديد لتعيين المحافظين في روسيا وجه سيرغي سوبيانين طلبا إلى رئيس الدولة بتأكيد حقه بإدارة المقاطعة، وذلك دون أن ينتظر انتهاء ولايته. فقام فلاديمير بوتين بترشيحه ليتولى منصب المحافط. واقر مجلس الدوما في تيومين هذا الترشيح في 17 فبراير/شباط عام 2005.
في فبراير/شباط عام 2005 تم تعيينه رئيسا لديوان رئيس روسيا الاتحادية.
وكان سيرغي سوبيانين في فترة ما بين 22 يناير/كانون الثاني و7 مارس/آذار عام 2008 يتولى إدارة المقر الانتخابي لدميتري مدفيديف.
يعد سيرغي سوبيانين منذ عام 2004 عضوا في المجلس الأعلى لحزب «روسيا الموحدة». وفي 12 مايو/آيار عام 2008 تم تعيينه رئيسا لديوان الحكومة الروسية.
21 أكتوبر 2010 وافق مجلس الدوما على قرار الرئيس الروسي بترشيح سيرغي سوبيانين لمنصب عمدة موسكو.

## الوصلات الخارجية
- سرغي سوبيانين على موقع IMDb (الإنجليزية)
- سرغي سوبيانين على موقع مونزينجر (الألمانية)

- ميدفيديف يرشح سوبيانين لرئاسة بلدية موسكو
- تنصيب سيرغي سوبيانين عمدة لموسكو بعد اقالة يوري لوجكوف
- سيرة سوبيانين الرسمية